# Isfjorden (Svalbard)
Isfjorden – drugi pod względem długości fiord znajdujący się w zachodniej części wyspy Spitsbergen, w archipelagu Svalbard leżącego na Oceanie Arktycznym.
Fiord ma długość równą 107 km i wchodzi w skład Parku Narodowego Północnego Isfjordu. W fiordzie Isfjorden występuje bardzo wiele różnych gatunków ptaków, ale kilka gatunków występuje w dużych ilościach i koncentruje się w dużych koloniach lęgowych reprezentują je m.in. mewy trójpalczaste, mewy blade, nurniki, nurzyki polarne, a także wiele innych. Obecność tych ptaków wspiera wzrost roślinności w obszarach wokół klifów na których gromadzą się ptaki, z korzyścią dla zwierząt lądowych, takich jak: pardwy, lisy i gęsi. Obszary leżące na południe i na wschód od fiordu są domem dla największej populacji reniferów w Svalbard. Na tych terenach znajduje się około 4500 tych zwierząt, a gęstość reniferów jest wyższa niż w jakimkolwiek innym miejscu w Svalbard.

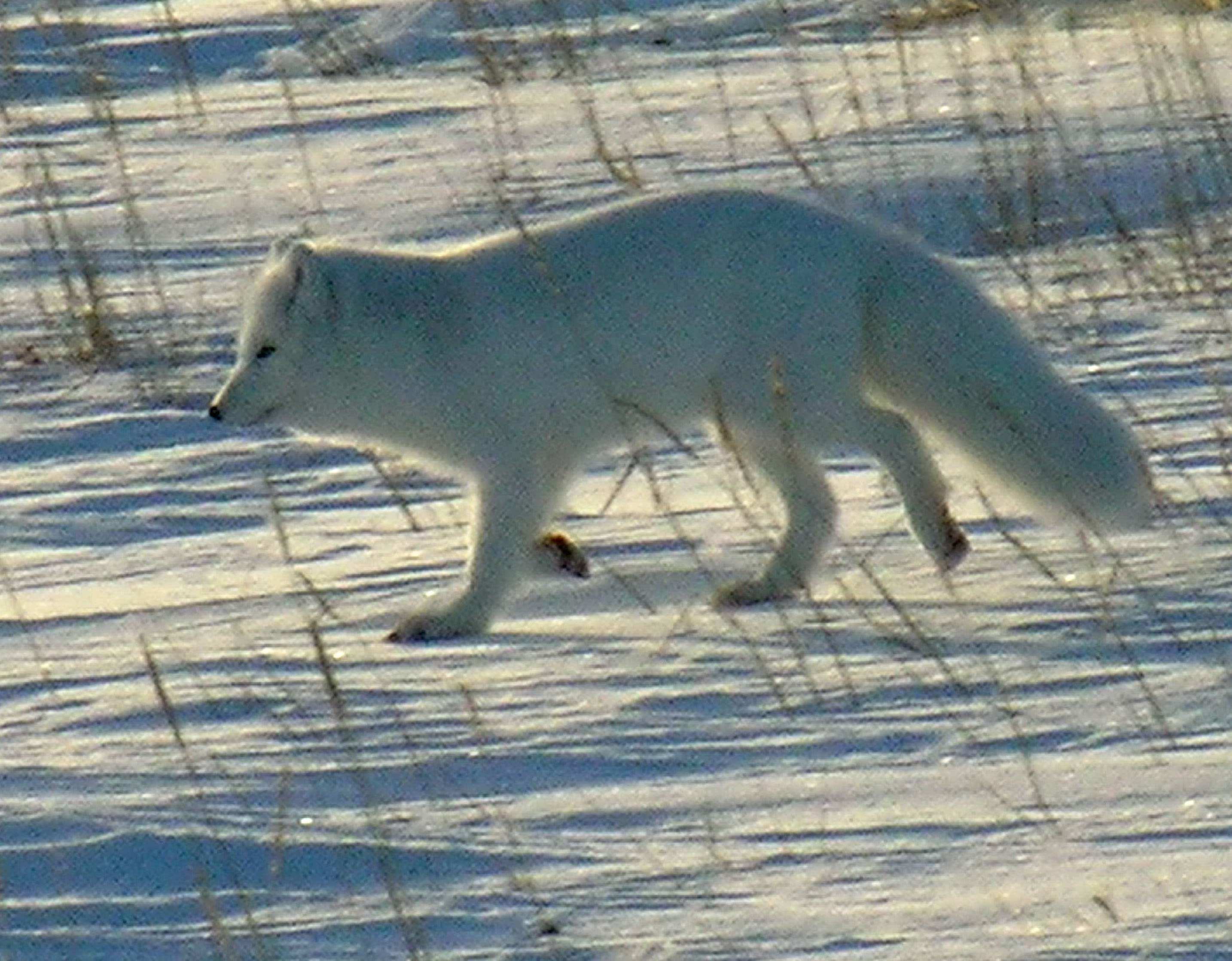
Lis polarny

W fiordzie tym żyje także duża populacja lisów polarnych. Ze względów bezpieczeństwa Gubernator Svalbardu ostrzega przyjezdnych i miejscową społeczność by nie zbliżała się do dziwnie zachowujących się lisów, a także nie zaleca pić wody z potoków lub zbierać grzybów w okolicy ze względu na ryzyko zakażenia bąblowcem wielojamowym pasożytującym w ciele lisów.